# Plectranthus gracilis
Plectranthus gracilis là một loài thực vật có hoa trong họ Hoa môi. Loài này được Suess. miêu tả khoa học đầu tiên năm 1951.